# Jamie Farr
Jamie Farr, pseudonimo di Jameel Joseph Farah (Toledo, 1º luglio 1934), è un attore statunitense noto per l'interpretazione del caporale Klinger nella serie M*A*S*H.

## Filmografia parziale

### Cinema
- Il seme della violenza (Blackboard Jungle), regia di Richard Brooks (1955)
- Uno straniero tra gli angeli (Kismet), regia di Vincente Minnelli e Stanley Donen (1955), non accreditato
- I violenti (Three Violent People), regia di Rudolph Maté (1956)
- Diana la cortigiana (Diane), regia di David Miller (1956), non accreditato
- Tempi brutti per i sergenti (No Time for Sergeants), regia di Mervyn LeRoy (1958), non accreditato
- La più grande storia mai raccontata (The Greatest Story Ever Told), regia di George Stevens (1965)
- 8 falsari, una ragazza e... un cane onesto (Who's Minding the Mint?), regia di Howard Morris (1968)
- C'è un uomo nel letto di mamma (With Six You Get Eggroll), regia di Howard Morris (1968)
- Tora! Tora! Tora!, regia di Richard Fleischer, Kinji Fukasaku e Toshio Masuda (1970), voce (non accreditato)
- La corsa più pazza d'America (The Cannonball Run), regia di Hal Needham (1981)
- Return of the Rebels, regia di Noel Nosseck (1981)
- La corsa più pazza d'America n. 2 (The Cannonball Run II), regia di Hal Needham (1984)
- S.O.S. fantasmi (Scrooged), regia di Richard Donner (1988)
- La corsa più pazza del mondo 2 (Speed Zone!), regia di Jim Drake (1992)
- A Month of Sundays, regia di Stewart Raffill (2001)
- Un nonno per Natale (A Grandpa for Christmas), regia di Harvey Frost (2007)
- The Rooneys, regia di Chuck Williams (2010)
- This World, regia di John Hardy (2013)
- Angels on Tap, regia di Trudy Sargent (2018)

### Televisione
- The Red Skelton Show – serie TV, 9 episodi (1955-1962)
- The 20th Century-Fox Hour – serie TV, episodio 2x08 (1957)
- The Dick Van Dyke Show – serie TV, 4 episodi (1961)
- Ensign O'Toole – serie TV, episodio 1x13 (1962)
- Hazel – serie TV, 2 episodi (1962-1964)
- La legge di Burke (Burke's Law) – serie TV, 2 episodi (1965)
- Il mio amico marziano (My Favorite Martian) – serie TV, 2 episodi (1965-1966)
- Lucy Show – serie TV, un episodio (1966)
- Strega per amore (I Dream of Jeannie) – serie TV, un episodio (1966)
- I forti di Forte Coraggio (F Troop) – serie TV, 2 episodi (1966)
- The Andy Griffith Show – serie TV, un episodio (1966)
- Death Valley Days – serie TV, un episodio (1967)
- Garrison Commando (Garrison's Gorillas) – serie TV, (1967-1968)
- Get Smart – serie TV, un episodio (1968)
- Gli orsacchiotti di Chicago (The Chicago Teddy Bears) – serie TV, 11 episodi (1971)
- Squadra emergenza (Emergency!) – serie TV, 2 episodi (1972-1973)
- M*A*S*H – serie TV, 216 episodi (1972-1983)
- Inch High l'occhio privato (Inch High Private Eye) – serie TV, 13 episodi (1973) – voce
- Le strade di San Francisco (The Streets of San Francisco) – serie TV, episodio 1x17 (1973)
- Barnaby Jones – serie TV, 2 episodi (1974-1975)
- Kolchak: The Night Stalker – serie TV, un episodio (1975)
- Professione pericolo (The Fall Guy) – serie TV, un episodio (1981)
- Love Boat (The Love Boat) – serie TV, 4 episodi (1978-1983)
- AfterMASH – serie TV, 30 episodi (1983-1985)
- La signora in giallo (Murder, She Wrote) – serie TV, episodio 5x02 (1988)
- Un detective in corsia (Diagnosis: Murder) – serie TV, un episodio (1998)
- That '70s Show – serie TV, 2 episodi (2002-2003)
- I Griffin (Family Guy) – serie TV, un episodio (2007) – voce
- Bella e i Bulldogs (Bella and the Bulldogs) – serie TV, un episodio (2016)
- The Cool Kids – serie TV, 6 episodi (2018-2019)

## Doppiatori italiani
Nelle versioni in italiano delle opere in cui ha recitato, Jamie Farr è stato doppiato da:
- Tonino Accolla in M*A*S*H (parte degli episodi delle stagioni 4-5, stagioni 6-10)
- Sergio Rossi in M*A*S*H (parte degli episodi delle stagioni 1-3)
- Daniele Formica in La corsa più pazza d'America
- Franco Chillemi in S.O.S. fantasmi
- Pietro Biondi in Un nonno per Natale